# Cosmarium amoenum
Cosmarium amoenum  là một loài Song tinh tảo trong họ Desmidiaceae, thuộc chi Cosmarium.